# Breitenau
Breitenau je občina v departmaju Bas-Rhin francoske regije Alzacija.
Leta 2009 sta v občini živeli 302 osebi oz. 70 oseb/km².